# Borotín u Boskovic
Borotín (deutsch Borotin) ist eine Gemeinde in Tschechien. Sie liegt elf Kilometer nördlich von Boskovice und gehört zum Okres Blansko. Das Dorf wird auch als Obstgarten der Kleinen Hanna bezeichnet.

## Geographie

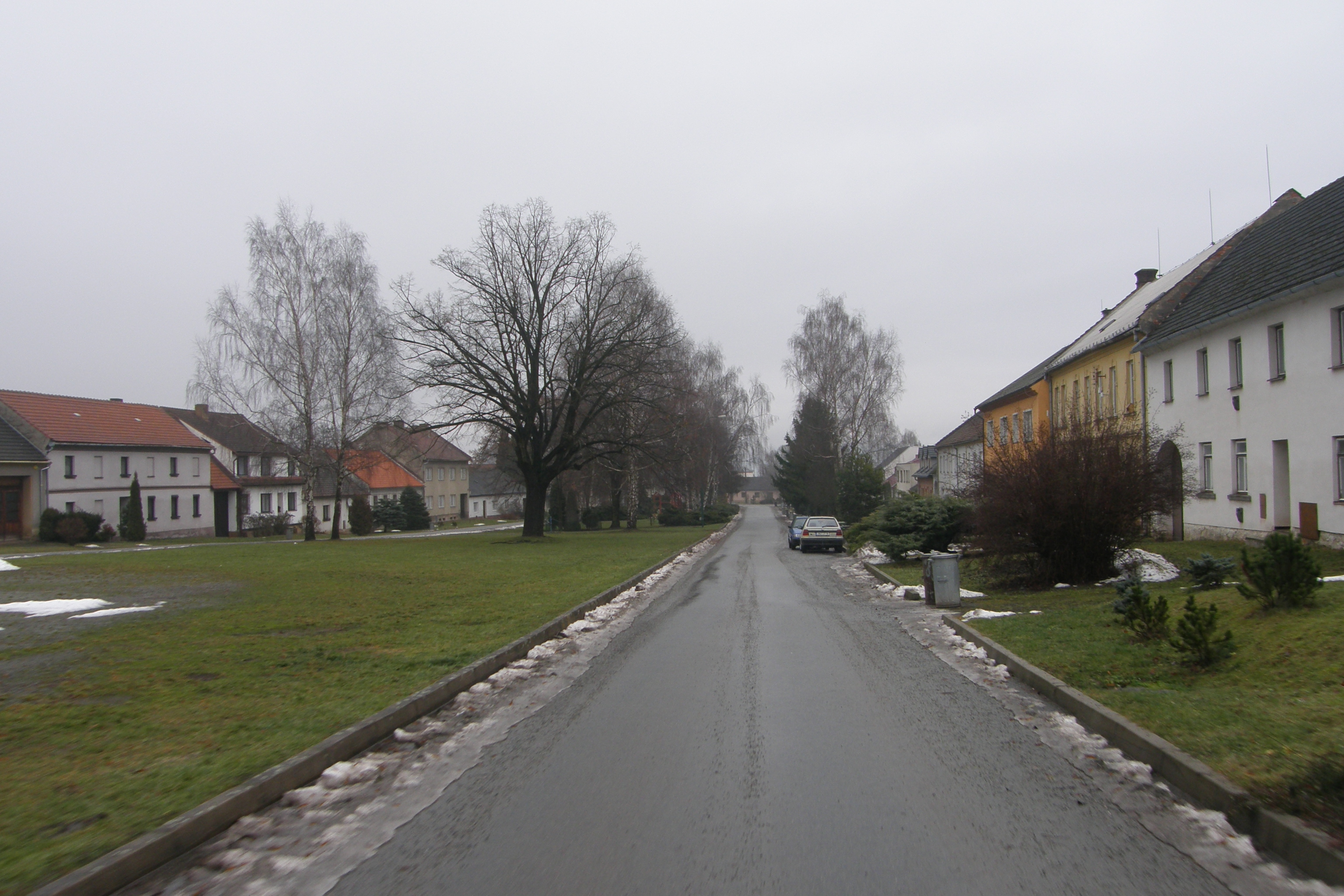
Dorfplatz

Borotín befindet sich am südlichen Fuße der Podorlická pahorkatina (Adlergebirgsvorland) in dem als Kleine Hanna bezeichneten nördlichen Teil der Boskowitzer Furche. Östlich des Dorfes entspringt der Bach Borotínský potok. Ebenfalls östlich in einem reichlichen Kilometer Entfernung liegt die Trasse der unvollendeten Reichsautobahn Wien-Breslau. Dahinter verläuft die Eisenbahnstrecke zwischen Chornice und Boskovice, die nächste Bahnstation trägt den Namen Cetkovice. Nördlich erhebt sich der Hradisko (513 m), im Südwesten der Čertovec (533 m) und im Westen die Kamenná svatba (589 m) und der Kadlečí (577 m).
Nachbarorte sind Dvořiště und Velké Opatovice im Norden, Jevíčko, Jaroměřice und Uhřice im Nordosten, Cetkovice im Osten, Světlá, Šebetov und Knínice u Boskovic im Südosten, Vanovice im Süden, Kladoruby, Kochov und Dvorsko im Südwesten, Novičí und Svárov im Westen sowie Velká Roudka im Nordwesten.

## Geschichte
Die erste schriftliche Erwähnung von Borotín erfolgte im Jahre 1365 als Teil der Herrschaft Letovice. 1397 verkaufte Sigmund von Ronow einen Teil von Borotin an Offka von Oppatowitz. Im Jahre darauf überschrieb Sigmund von Ronow seiner Frau Elsa von Kunstadt-Lissitz die Einnahmen aus Nierow und dem verbliebenen Teil von Borotín als Morgengabe. Zu den nachfolgenden Besitzern von Borotín gehörte u. a. Petr Kornel von Všehrdy, ein Vorfahre des Schriftstellers Viktorin Kornel von Všehrdy. Ab 1564 waren die Fellendorfer von Borotin Besitzer der Güter. Zu Beginn des 17. Jahrhunderts kaufte Heinrich Matthias von Thurn Borotín auf und schloss wieder an seine Herrschaft Letovice an. Ladislav von Korditsch auf Lettowitz verkaufte Borotín 1697 an Barbara von Freyenfels. 1784 veräußerte Joseph von Freyenfels Borotín für 100.000 Gulden an Joseph Maria von Friedenthal. Dieser kaufte 1791 die ehemals dem Kloster Gewitsch gehörigen Dörfer Albendorf, Kein Rautka und Kotzowa Lhota hinzu und schloss sie der Herrschaft an. 1790 ließ er nördlich von Borotin das neue Zinsdorf Friedenthal anlegen. 1791 bestand Borotin aus 38 Häusern und hatte 463 Einwohner. Zum Gut Borotín gehörte zu dieser Zeit das Dorf Raudka sowie das angeschlossene Gut Groß Slatina mit den Dörfern Groß Slatina, Brzezinka und Wacholkowa Lhota sowie einem Anteil von Korbelowa Lhota. Borotin gehörte zum Brünner Kreis, war aber zeitweilig zwischen 1783 und 1791 dem Olmützer Kreis zugeordnet.
Nach der Aufhebung der Patrimonialherrschaften bildete Borotín mit dem Ortsteil Friedenthal eine Gemeinde in der Bezirkshauptmannschaft Moravská Třebová. 1855 wurde die Gemeinde der Bezirkshauptmannschaft Jevíčko zugeordnet, die 1868 wieder aufgehoben wurde. Während der deutschen Besetzung war Borotin zwischen 1941 und 1945 dem Politischen Bezirk Boskowitz zugeordnet. Nach Kriegsende wurde die Gemeinde zunächst wieder Teil des Okres Moravská Třebová und 1949 wiederum dem Okres Boskovice zugewiesen. 1948 wurde Frýdntál in Dvořiště umbenannt und verlor zugleich den Status eines Ortsteiles. Mit Beginn des Jahres 1961 wurde Borotín dem Okres Blansko zugeordnet.

## Gemeindegliederung
Für die Gemeinde Borotín sind keine Ortsteile ausgewiesen. Zu Borotín gehört die Ansiedlung Dvořiště, bis 1948 Frýdntál (Friedenthal).

## Sehenswürdigkeiten
- barocke Kirche der Kreuzerhöhung, erbaut 1786 bis 1788
- Schloss Borotín, errichtet im französischen Barockstil nach Plänen von Franz Anton Grimm als Residenz für den Olmützer Weihbischof Wenzel Freiherr von Freyenfels. 1948 wurde der Gutsbesitzer Gustav Riedl enteignet und das Schloss verstaatlicht. Es diente ab 1963 als psychiatrische Heilstätte der Schwestern vom hl. Kreuz und von 1976 bis 2000 als psychiatrische Einrichtung des Okres Blansko. Danach ging es in Restitution an die Familie Riedl zurück. Das Schloss und der Park sind nicht öffentlich zugänglich.
- Statue des hl. Johannes von Nepomuk
- Arboretum, das 4,5 ha große Arboretum wurde ab 1975 angelegt